# 中國營 (加利福尼亞州)
中國營（英語：Chinese Camp）是位於美國加利福尼亞州圖奧勒米縣的一個人口普查指定地區。

## 地理
中國營的座標為37°52′13″N 120°26′01″W / 37.87028°N 120.43361°W，而該地最高點為海拔高度1150米（即3760英尺）。

## 人口
根據2010年美國人口普查的數據，中國營的面積為2.332平方千米，當中陸地面積為2.325平方千米，而水域面積為0.007平方千米。當地共有人口126人，而人口密度為每平方千米54人。